# Rollo
Rollo (normansky Rou, staroseversky Hrólfr, francouzsky Rollon; 846–930) byl normanský náčelník a první panovník území později známé jako Normandské vévodství. V roce 911 podepsal s tehdejším západofranským králem Karlem III. Francouzským smlouvu, díky které se Vikingové mohli usazovat na území Normandie. Jako protislužbu poté nesměli proti Frankům podnikat své nájezdy.